# DIN 4020
Die DIN-Norm DIN 4020 Geotechnische Untersuchungen für bautechnische Zwecke ist eine Norm, die sich mit den für Deutschland gültigen Festlegungen zu geologischen Untersuchungen im Bauwesen beschäftigt. Zur Norm gehört ein Beiblatt 1: Geotechnische Untersuchungen für bautechnische Zwecke – Anwendungshilfen, Erklärungen. Sie ergänzt die für Europa gültige EN 1997-2 Eurocode 7: Entwurf, Berechnung und Bemessung in der Geotechnik – Teil 2: Erkundung und Untersuchung des Baugrunds.
Geotechnische Untersuchungen nach dieser Norm sind Voraussetzung für die Sicherheitsnachweise im Erd- und Grundbau nach DIN 1054.
In der DIN 4020 wird zwischen drei Geotechnischen Kategorien (GK) unterschieden:
- Kategorie 1 umfasst einfache Bauwerke auf ebenem, tragfähigem Grund, die weder die Umgebung noch das Grundwasser beeinflussen
- Kategorie 2 umfasst Bauvorhaben, die weder zur Kategorie 1 noch zur Kategorie 3 zählen
- Kategorie 3 umfasst Bauvorhaben mit schwierigen Konstruktionen und schwierigen Baugrundverhältnissen, die erweiterte geotechnische Kenntnisse erfordern

Eine verbindliche Neuregelung der Geotechnischen Kategorien ist in der DIN EN 1997-1 erfolgt.